# Temporada 2017-2018 del FC Barcelona (femení)
La temporada 2017-18 és la 30a en la història del Futbol Club Barcelona, i la 21a temporada del club en la màxima categoria del futbol espanyol.

## Desenvolupament de la temporada
El 19 de juny, el club anuncia que Fran Sánchez serà el nou entrenador de l'equip.
L'equip guanya la seva sisena Copa de la Reina en vèncer l'Atlètic de Madrid a la final per (1-0). A la lliga queda en segona posició i s'assoleixen els quarts de final de la Lliga de Campions.

## Jugadores i cos tècnic

### Plantilla
La plantilla i el cos tècnic del primer equip per a l'actual temporada són els següents:
| N. | Pos. | Nac. | Jugador           |
| -- | ---- | --- | ----------------- |
| 1  | POR  | [[Fitxer:Flag of Catalonia.svg\|23x15px\|border \|alt=Catalunya\|link=Selecció de futbol de Catalunya\|{{#if:\|]]                              | Laura Ràfols      |
| 2  | DEF  | [[Fitxer:Flag of Denmark.svg\|23x15px\|border \|alt=Dinamarca\|link=Selecció de futbol de Dinamarca\|{{#if:\|]]                                | Line Røddik       |
| 3  | DEF  | [[Fitxer:Flag of the Valencian Community (2x3).svg\|23x15px\|border \|alt=País Valencià\|link=Selecció de futbol del País Valencià\|{{#if:\|]] | Ruth García       |
| 4  | DEF  | [[Fitxer:Flag of Spain.svg\|23x15px\|border \|alt=Espanya\|link=Selecció de futbol d'Espanya\|{{#if:\|]]                                       | Marta Unzué       |
| 5  | DEF  | [[Fitxer:Flag of Spain.svg\|23x15px\|border \|alt=Espanya\|link=Selecció de futbol d'Espanya\|{{#if:\|]]                                       | Melanie Serrano   |
| 6  | MIG  | [[Fitxer:Flag of Catalonia.svg\|23x15px\|border \|alt=Catalunya\|link=Selecció de futbol de Catalunya\|{{#if:\|]]                              | Vicky Losada      |
| 7  | MIG  | [[Fitxer:Flag of the Valencian Community (2x3).svg\|23x15px\|border \|alt=País Valencià\|link=Selecció de futbol del País Valencià\|{{#if:\|]] | Gemma Gili        |
| 8  | DEF  | [[Fitxer:Flag of Catalonia.svg\|23x15px\|border \|alt=Catalunya\|link=Selecció de futbol de Catalunya\|{{#if:\|]]                              | Marta Torrejón    |
| 9  | MIG  | [[Fitxer:Flag of the Balearic Islands.svg\|23x15px\|border \|alt=Illes Balears\|link=Selecció de futbol de les Illes Balears\|{{#if:\|]]       | Mariona Caldentey |
| 10 | DAV  | [[Fitxer:Flag of Catalonia.svg\|23x15px\|border \|alt=Catalunya\|link=Selecció de futbol de Catalunya\|{{#if:\|]]                              | Olga García       |
| 11 | DAV  | [[Fitxer:Flag of Catalonia.svg\|23x15px\|border \|alt=Catalunya\|link=Selecció de futbol de Catalunya\|{{#if:\|]]                              | Alexia Putellas   |
| 12 | MIG  | [[Fitxer:Flag of the Balearic Islands.svg\|23x15px\|border \|alt=Illes Balears\|link=Selecció de futbol de les Illes Balears\|{{#if:\|]]       | Patricia Guijarro |
| 13 | POR  | [[Fitxer:Flag of the Valencian Community (2x3).svg\|23x15px\|border \|alt=País Valencià\|link=Selecció de futbol del País Valencià\|{{#if:\|]] | Sandra Paños      |

| N. | Pos. | Nac. | Jugador                        |
| -- | ---- | --- | ------------------------------ |
| 14 | DEF  | [[Fitxer:Flag of Spain.svg\|23x15px\|border \|alt=Espanya\|link=Selecció de futbol d'Espanya\|{{#if:\|]]                          | Mapi León                      |
| 15 | DEF  | [[Fitxer:Flag of Catalonia.svg\|23x15px\|border \|alt=Catalunya\|link=Selecció de futbol de Catalunya\|{{#if:\|]]                 | Leila Ouahabi                  |
| 16 | DAV  | [[Fitxer:Flag of England.svg\|23x15px\|border \|alt=Anglaterra\|link=Selecció de futbol d'Anglaterra\|{{#if:\|]]                  | Toni Duggan                    |
| 17 | MIG  | [[Fitxer:Flag of Brazil.svg\|23x15px\|border \|alt=Brasil\|link=Selecció de futbol del Brasil\|{{#if:\|]]                         | Andressa Alves                 |
| 18 | DEF  | [[Fitxer:Flag of Brazil.svg\|23x15px\|border \|alt=Brasil\|link=Selecció de futbol del Brasil\|{{#if:\|]]                         | Fabiana Simões                 |
| 19 | DAV  | [[Fitxer:Flag of Spain.svg\|23x15px\|border \|alt=Espanya\|link=Selecció de futbol d'Espanya\|{{#if:\|]]                          | Bárbara Latorre                |
| 20 | MIG  | [[Fitxer:Flag of France (1794–1815, 1830–1974).svg\|23x15px\|border \|alt=França\|link=Selecció de futbol de França\|{{#if:\|]]   | Elise Bussaglia                |
| 21 | DAV  | [[Fitxer:Flag of North Macedonia.svg\|23x15px\|border \|alt=Macedònia del Nord\|link=Selecció de futbol de Macedònia\|{{#if:\|]]  | Nataixa Andònova               |
| 22 | DAV  | [[Fitxer:Flag of the Netherlands.svg\|23x15px\|border \|alt=Països Baixos\|link=Selecció de futbol dels Països Baixos\|{{#if:\|]] | Lieke Martens                  |
| 23 | DAV  | [[Fitxer:Flag of Catalonia.svg\|23x15px\|border \|alt=Catalunya\|link=Selecció de futbol de Catalunya\|{{#if:\|]]                 | Candela Andújar                |
| 24 | MIG  | [[Fitxer:Flag of Catalonia.svg\|23x15px\|border \|alt=Catalunya\|link=Selecció de futbol de Catalunya\|{{#if:\|]]                 | Aitana Bonmatí                 |
| 25 | POR  | [[Fitxer:Flag of Catalonia.svg\|23x15px\|border \|alt=Catalunya\|link=Selecció de futbol de Catalunya\|{{#if:\|]]                 | Andrea Giménez                 |
| 27 | DEF  | [[Fitxer:Flag of France (1794–1815, 1830–1974).svg\|23x15px\|border \|alt=França\|link=Selecció de futbol de França\|{{#if:\|]]   | Perle Morroni (cedida pel PSG) |

FC Barcelona Femení B
| N. | Pos. | Nac. | Jugador      |
| -- | ---- | --- | ------------ |
| 26 | DAV  | [[Fitxer:Flag of Catalonia.svg\|23x15px\|border \|alt=Catalunya\|link=Selecció de futbol de Catalunya\|{{#if:\|]] | Claudia Pina |

Altes
Mapi León, Toni Duggan, Fabiana Simões, Elise Bussaglia, Nataixa Andònova, Lieke Martens, Perle Morroni (cessió al gener)
Baixes
Jennifer Hermoso, Sandra Hernández, Leire Landa, Irene del Río, Miriam Diéguez, Ane Bergara, Ange N'Guessan.

### Cos tècnic 2017-18
- Entrenador:  Fran Sánchez
- Segon entrenador:  Dani Sánchez
- Preparadora física:  Berta Carles
- Entrenador de porteres:  Oriol Casares
- Fisioterapèuta:  Judit València
- Fisioterapèuta:  Isabel Arbonés
- Doctor:  David Domínguez
- Delegat:  Juan Fernando Aguilar Nadales

## Partits
Victòria       Empat       Derrota

### Pretemporada i amistosos
| 9 d'agost de 2017 | Unió Esportiva Olot | 0-17 | FC Barcelona (femení) | Olot, Catalunya                       |  |
| 18:30 CEST        |                     |      | 0-1, Ruth ('2); 0-2, Irene ('9); 0-3, Teresa Morató ('17); 0-4, Irene ('19); 0-5, Teresa Morató ('24); 0-6, Andressa Alves ('32), 0-7, Andressa Alves ('37); 0-8, Andònova ('39); 0-9, Candela ('46); 0-10, Pina ('47); 0-11, Pina ('49); 0-12, Pina ('56); 0-13, Ainhoa ('70), 0-14, Irene ('77), 0-15, Laura ('84); 0-16, Torrodà ('88) i 0-17, Teresa Morató ('90). | Estadi Municipal d'Olot · Jan Cobos · |  |

| 12 d'agost de 2017 | SE AEM Lleida | 0-9 | FC Barcelona (femení) | Les Preses, Catalunya                            |  |
| 12:00 CEST         |               |     | 1-0, Clàudia Pina ('9); 2-0, Candela ('14); 3-0, Irene ('17); 4-0, Clàudia Pina ('23);5-0, Andònova ('25); 6-0, Candela ('36); 7-0, Andressa Alves ('43);8-0, Tere Morató ('76); 9-0, Laura ('87). | Camp Municipal Bosc de Tosca · Esther Parramon · |  |

| 18 d'agost de 2017 | Olympique de Marsella | 0-0 | FC Barcelona (femení) | Albi (Llenguadoc) |  |
| 18:30 CEST         |                       |     |                       |                   |  |

| 20 d'agost de 2017 | ASPTT Albi | 0-4 | FC Barcelona (femení)                                                                                  | Albi (Llenguadoc) |  |
| 12:00 CEST         |            |     | 0-1, Alèxia Putellas (p. '31); Clàudia Pina ('45); 0-3, Andònova (p. '83) i 0-4, Andressa Alves ('87). | Damien Tonon ·    |  |

| 15 de setembre de 2017 | FC Barcelona (femení)                                                          | 5-0 | Sant Gabriel (femení) | Sant Joan Despí, Catalunya     |  |
| 18:15 CEST             | 1-0, Olga García; 2-0 Olga García; 3-0 Aitana; 4-0 Andònova; 5-0 Clàudia Pina. |     |                       | Ciutat Esportiva Joan Gamper · |  |

### Copa Catalunya
| 25 d'agost de 2017    | FC Barcelona (femení)                                                                                      | 5-0 | Club Esportiu Europa (femení) | Gavà, Catalunya                      |  |
| 20:00 CEST Semifinals | 1-0, Olga ('8), 2-0, Andressa ('33);3-0, Clàudia Pina ('80), 4-0, Clàudia Pina ('86) i 5-0, Mariona ('90). |     |                               | La Bòbila Catalunya · Paula Líndez · |  |

| 27 d'agost de 2017 | FC Barcelona (femení)                                                   | 3-0 | Reial Club Deportiu Espanyol de Barcelona | Gavà, Catalunya                               |  |
| 12:00 CEST Final   | 1-0, Dulce, p.p. ('33), 2-0, Bárbara ('35) i 3-0, Patri Guijarro ('92). |     |                                           | La Bòbila Catalunya · Ainara Andrea Acevedo · |  |

### Lliga
| 3 de setembre de 2017 | Zaragoza Club de Fútbol Femenino | 0-9 | FC Barcelona (femení) | Saragossa, Espanya                            |  |
| 19:00 CEST Jornada 1  |                                  |     | 0-1, Marta Torrejón (10'); 0-2, Alexia (23'); 0-3, Andressa Alves (32'); 0-4, Mariona (36'); 0-5, Mariona (40'); 0-6, Andressa Alves (45' p.); 0-7, Bárbara Latorre (50'); 0-8, Marta Torrejón (55'); 0-9, Toni Duggan (78'). | Pedro Sancho Aragó · Elena Contreras Patiño · |  |

| 9 de setembre de 2017 | FC Barcelona (femení)                                                    | 3-0 | Fundación Albacete | Sant Joan Despí, Catalunya                                              |  |
| 16:00 CEST Jornada 2  | 1-0, Marta Torrejón (4'); 2-0, Andressa Alves (26'); 3-0, Mariona (43'). |     |                    | Ciutat Esportiva Joan Gamper Camp 7 Catalunya · Beatriz Arregui Gamir · |  |

| 24 de setembre de 2017 | Reial Societat (femení) | 0-1 | FC Barcelona (femení) | Zubieta, Espanya                                         |  |
| 16:00 CEST Jornada 3   |                         |     | 0-1, Bussaglia 70'    | Instalaciones de Zubieta País Basc · Marta Frías Acedo · |  |

| 30 de setembre de 2017 | FC Barcelona (femení) | 10-0 | Santa Teresa CD | Sant Joan Despí, Catalunya                                                 |  |
| 10:45 CEST Jornada 4   | 1-0, Duggan (2'); 2-0, Alexia (15'); 3-0, Gordillo (p.p., 25'); 4-0, Martens (44'); 5-0, Vicky Losada (50'); 6-0, Fabiana (55'); 7-0, Røddik (66'); 8-0, Andressa Alves (75'); 9-0, Olga Garcia (89'); 10-0, Andressa Alves (90'). |      |                 | Ciutat Esportiva Joan Gamper Camp 7 Catalunya · Zulema González González · |  |

| 8 d'octubre de 2017  | Athletic Club de Bilbao (femení) | 1-2 | FC Barcelona (femení)                           | Lezama, País Basc                                             |  |
| 16:00 CEST Jornada 5 | 1-2, Cirauqui (min 32)           |     | 0-1, Martens (min 5); 0-2, Mariona, p. (min 30) | Instal·lacions de Lezama País Basc · Elena Contreras Patiño · |  |

| 14 d'octubre de 2017 | FC Barcelona (femení)               | 2-0 | València Fèmines Club de Futbol | Sant Joan Despí, Catalunya                                            |  |
| 16:00 CEST Jornada 6 | 1-0, Duggan (27'); 2-0 Alexia (75') |     |                                 | Ciutat Esportiva Joan Gamper Camp 7 Catalunya · Marta Huerta de Aza · |  |

| 29 d'octubre de 2017 | Atlético de Madrid (femení) | 1-1 | FC Barcelona (femení)     | Majadahonda, Comunitat de Madrid                                  |  |
| 18:15 CEST Jornada 7 | 1-1, Kenti (min 63')        |     | 0-1, Andressa Alves (26') | Estadi Cerro del Espino Comunitat de Madrid · Marta Frías Acedo · |  |

| 4 de novembre de 2017 | FC Barcelona (femení)                                   | 3-0 | Sporting Huelva | Barcelona, Catalunya                          |  |
| 10:45 CEST Jornada 8  | 1-0, Patri (32'). 2-0, Patri (52'). 3-0, Andònova (73') |     |                 | Mini Estadi Catalunya · Olatz Rivera Olmedo · |  |

| 12 de novembre de 2017 | FC Barcelona (femení) | 7-0 | Madrid CFF | Sant Joan Despí, Catalunya                                            |  |
| 18:00 CEST Jornada 9   | 1-0, Martens (5'), 2-0, Bàrbara (16'), 3-0, Andònova (34'), 4-0, Bàrbara (66'), 5-0, Duggan (72'), (6-0) Bàrbara (78'),Bàrbara (86'). |     |            | Ciutat Esportiva Joan Gamper Camp 7 Catalunya · Marta Huerta de Aza · |  |

| 19 de novembre de 2017 | UD Granadilla      | 1-0 | FC Barcelona (femení) | El Médano, Illes Canàries                                          |  |
| 13:00 CEST Jornada 10  | 1-0, Simpson (10') |     |                       | La Hoya del Pozo Illes Canàries · María Dolores Martínez Madrona · |  |

| 2 de desembre de 2017 | FC Barcelona (femení)                                                                                                  | 6-1 | Real Betis Balompié (femení) | Barcelona, Catalunya                                   |  |
| 16:00 CEST Jornada 11 | 1-0, Andònova (5'), 2-0, Bàrbara (21'), 3-0, Bàrbara (38'), 4-0, Duggan (42'), 5-0, Duggan (54'), 6-0, Torrejón (60'). |     | 6-1, Andrea (67').           | Mini Estadi Catalunya · Elia María Martínez Martínez · |  |

| 6 de desembre de 2017 | Sevilla FC (femení) | 0-2 | FC Barcelona (femení)                                  | Sevilla, Andalusia                                                              |  |
| 16:00 CEST Jornada 12 |                     |     | 0-1, Andressa Alves, p. (35'); 0-2, Ruth Garcia (45'). | Ciudad Deportiva Ramón Cisneros Palacios Andalusia · Zulema González González · |  |

| 10 de desembre de 2017 | FC Barcelona (femení)                                                     | 4-0 | RCD Espanyol (femení) | Sant Joan Despí, Catalunya                                        |  |
| 16:00 CEST Jornada 13  | 1-0, Mapi (8'), 2-0, Martens (43'), 3-0, Duggan (72'), 4-0, Martens (83') |     |                       | Ciutat Esportiva Joan Gamper Catalunya · Elena Contreras Patiño · |  |

| 17 de desembre de 2017 | Rayo Vallecano (femení) | 1-2 | FC Barcelona (femení)               | Majadahonda, Comunitat de Madrid                                                    |  |
| 16:00 CEST Jornada 14  | 1-1, Andújar (min 59)   |     | 0-1, Patri (25'); 1-2, Duggan (70') | Ciudad Deportiva Fundación Rayo Vallecano Comunitat de Madrid · Marta Frías Acedo · |  |

| 7 de gener de 2018    | FC Barcelona (femení)                                                                          | 5-0 | Llevant Unió Esportiva (femení) | Barcelona, Catalunya                          |  |
| 13:00 CEST Jornada 15 | 1-0, Bussaglia (9'); 2-0, Patri (13'); 3-0, Patri (23'); 4-0, Alexia (43'); 5-0, Martens (55') |     |                                 | Mini Estadi Catalunya · María José Villegas · |  |

| 14 de gener de 2018   | FC Barcelona (femení)                              | 2-0 | Zaragoza Club de Fútbol Femenino | Sant Joan Despí, Catalunya                                     |  |
| 16:00 CEST Jornada 16 | 1-0, Vicky Losada (26') 2-0, Andressa Alves (82'). |     |                                  | Ciutat Esportiva Joan Gamper Catalunya · Olatz Rivera Olmedo · |  |

| 27 de gener de 2018   | Fundación Albacete | 0-3 | FC Barcelona (femení)                                    | Albacete, Castella - la Manxa                                                    |  |
| 13:00 CEST Jornada 17 |                    |     | 0-1, Martens (13'); 0-2, Duggan (41'); 0-3, Patri (89'). | Ciudad Deportiva Andrés Iniesta Castella - la Manxa · Zulema González González · |  |

| 3 de febrer de 2018   | FC Barcelona (femení) | 0-0 | Reial Societat (femení) | Barcelona, Catalunya                             |  |
| 16:00 CEST Jornada 18 |                       |     |                         | Mini Estadi Catalunya · María Dolores Martínez · |  |

| 10 de febrer de 2018  | Santa Teresa Club Deportivo | 0-3 | FC Barcelona (femení)                                    | Badajoz, Extremadura                            |  |
| 16:00 CEST Jornada 19 |                             |     | 0-1, Bárbara (31'); 0-2 Alèxia (64'); 0-3, Bárbara (81') | El Vivero Extremadura · Elena Peláez Arnillas · |  |

| 18 de febrer de 2018  | FC Barcelona (femení) | 0-1 | Athletic Club de Bilbao (femení) | Barcelona, Catalunya                        |  |
| 13:00 CEST Jornada 20 |                       |     | 0-1 L. Córdoba, (75')            | Mini Estadi Catalunya · Marta Frías Acedo · |  |

| 25 de febrer de 2018  | València Fèmines Club de Futbol | 1-4 | FC Barcelona (femení)                                                       | Paterna, Comunitat Valenciana                                           |  |
| 13:00 CEST Jornada 21 | 4-1 Marta Peiró (90')           |     | 0-1 Mapi (4'); 0-2 Martens (34'); 0-3 M. Torrejón (45'); 0-4 Andònova (61') | Estadi Antonio Puchades Comunitat Valenciana · Elena Contreras Patiño · |  |

| 11 de març de 2018    | FC Barcelona (femení)            | 1-1 | Atlético de Madrid (femení) | Sant Joan Despí, Catalunya                                            |  |
| 20:00 CEST Jornada 22 | 1-1, Andressa Alves, penal (49') |     | 0-1, Sonia (22')            | Ciutat Esportiva Joan Gamper Camp 7 Catalunya · Marta Huerta de Aza · |  |

| 18 de març de 2018    | Sporting Club de Huelva | 1-1 | FC Barcelona (femení) | Huelva, Andalusia                            |  |
| 13:00 CEST Jornada 23 | 1-0 Makore (48')        |     | 1-1 Toni Duggan (60') | La Orden Andalusia · Paola Cebollada López · |  |

| 25 de març de 2018    | Madrid CFF        | 1-2 | FC Barcelona (femení)              | San Sebastián de los Reyes, Comunitat de Madrid                                        |  |
| 16:00 CEST Jornada 24 | 1-0 Mascaró (48') |     | 1-1 Alexia (50'); 1-2 Losada (78') | Estadio José Luis de la Hoz-Matapiñonera Comunitat de Madrid · Elena Casal Fernández · |  |

| 1 d'abril de 2018     | FC Barcelona (femení)                                    | 3-1 | UD Granadilla     | Barcelona, Catalunya                               |  |
| 13:00 CEST Jornada 25 | 1-0 Patri (16'); 2-0 Pili (p.p.) (25'); 3-1 Patri (43'). |     | 2-1 Simpson (27') | Mini Estadi Catalunya · Zulema González González · |  |

| 15 d'abril de 2018    | Real Betis Balompié (femení) | 0-2 | FC Barcelona (femení)               | Sevilla, Andalusia                                            |  |
| 13:00 CEST Jornada 26 |                              |     | 0-1 Duggan (57'); 0-2 Alexia (73'). | Ciudad Deportiva Luis del Sol Andalusia · Marta Frías Acedo · |  |

| 22 d'abril de 2018    | FC Barcelona (femení)                                                                           | 5-0 | Sevilla FC (femení) | Sant Joan Despí, Catalunya                                              |  |
| 13:00 CEST Jornada 27 | 1-0 Mariona (14'); 2-0 Mariona (29'); 3-0 Alexia (34'); 4-0 Bussaglia (82'); 5-0 Martens (93'). |     |                     | Ciutat Esportiva Joan Gamper Catalunya · Elia María Martínez Martínez · |  |

| 29 d'abril de 2018    | RCD Espanyol (femení) | 1-3 | FC Barcelona (femení)                                                     | Sant Adrià del Besòs, Catalunya                                    |  |
| 20:30 CEST Jornada 28 | 1-0, Julve (3')       |     | 1-1, Marta Torrejón (5'); 1-2, Mariona (22'); 1-3, Bárbara Latorre (94'). | Ciutat Esportiva de Sant Adrià Catalunya · Paola Cebollada López · |  |

| 5 de maig de 2018     | FC Barcelona (femení) | 7-0 | Rayo Vallecano (femení) | Sant Joan Despí, Catalunya                                     |  |
| 20:45 CEST Jornada 29 | 1-0 Alexia (6'); 2-0 Andressa Alves (16'); 3-0 Martens (27'); 4-0 Auñón (pp) (53'); 5-0 Andressa Alves (55'); 6-0 Mariona (71'); 7-0 Mariona (80') |     |                         | Ciutat Esportiva Joan Gamper Catalunya · Marta Huerta de Aza · |  |

| 13 de maig de 2018    | Llevant Unió Esportiva (femení) | 0-5 | FC Barcelona (femení)                                                                                 | Bunyol, Comunitat Valenciana                                                 |  |
| 16:00 CEST Jornada 30 |                                 |     | 0-1 Patri (18'), 0-2 Martens (30'), 0-3 Marta T. (59'), 0-4 Andressa Alves (63'), 0-5 Andònova (84'). | Ciutat Esportiva de Bunyol Comunitat Valenciana · Zulema González González · |  |

### Lliga de Campions
| 4 d'octubre de 2017   | Avaldsnes IL | 0-4 | FC Barcelona (femení)                                                                | Haugesund, Noruega                            |  |
| 18:00 CEST 1/16 Anada |              |     | 0-1, Martens (19’); 0-2, Duggan (70’); 0-3, Andressa Alves (75’); 0-4, Mariona (81’) | Haugesund Stadion Noruega · Silvia Domingos · |  |

| 11 d'octubre de 2017    | FC Barcelona (femení)                        | 2-0 | Avaldsnes IL | Barcelona, Catalunya                           |  |
| 18:30 CEST 1/16 Tornada | 1-0, Martens (51'); 2-0, Vicky Losada (56'). |     |              | Mini Estadi Catalunya · Graziella Pirriatore · |  |

| 8 de novembre de 2017 | Gintra Universitetas | 0-6 | FC Barcelona (femení)                                                                                              | Siauliai, Lituània                                |  |
| 17:00 CEST 1/8 Anada  |                      |     | 0-1, Aitana (36'); 0-2, Mariona (44'); 0-3, Mariona (57'); 0-4 Duggan (67'); 0-5, Olga (82'); 0-6, Andònova (89'). | Municipal de Siauliai Lituània · Lorraine Clark · |  |

| 15 de novembre de 2017 | FC Barcelona (femení)                                         | 3-0 | Gintra Universitetas | Barcelona, Catalunya                   |  |
| 18:30 CEST 1/8 Tornada | 1-0 Alexia (34'); 2-0 Duggan (43'); 3-0 Alekperova p.p. (75') |     |                      | Mini Estadi Catalunya · Eszter Urban · |  |

| 22 de març de 2018   | Olympique Lyonnais (femení)              | 2-1 | FC Barcelona (femení)    | Lió, França                                   |  |
| 18:45 CEST 1/4 Anada | 1-0 Marozsán (44’), 2-1 Hegerberg (80’). |     | 1-1 Patri Guijarro (72’) | Stade des Lumières França · Pernila Larsson · |  |

| 28 de març de 2018     | FC Barcelona (femení) | 0-1 | Olympique Lyonnais (femení) | Barcelona, Catalunya                    |  |
| 19:00 CEST 1/4 Tornada |                       |     | 0-1, Le Sommer (62')        | Mini Estadi Catalunya · Sandra Bastos · |  |

### Copa de la Reina
| 20 de maig de 2018   | FC Barcelona (femení) | 1-0 | Llevant Unió Esportiva (femení) | Sant Joan Despí, Catalunya                                     |  |
| 16:00 CEST 1/4 Anada | 1-0, Alexia (53')     |     |                                 | Ciutat Esportiva Joan Gamper Catalunya · María José Villegas · |  |

| 23 de maig de 2018     | Llevant Unió Esportiva (femení) | 0-1 | FC Barcelona (femení) | Bunyol, Comunitat Valenciana                                             |  |
| 17:00 CEST 1/4 Tornada |                                 |     | 0-1 Alexia (82’)      | Ciutat Esportiva de Bunyol Comunitat Valenciana · Elena Pérez Armillas · |  |

| 26 de maig de 2018                  | Athletic Club de Bilbao (femení)                                          | 2-2 (3-4) penals = 5-6 | FC Barcelona (femení)                                                                 | Reus, Catalunya                                          |  |
| 16:00 CEST Semifinals (partit únic) | 1-1 Eunate (82'); 2-2 Lucía (95'). Penals: Gimbert, Erika Vázquez, Garazi |                        | 0-1 Mariona (36'); 1-2 Martens (94'). Penals: Andònova, Losada, Patri, Andressa Alves | Estadi Municipal de Reus Catalunya · Marta Frías Acedo · |  |

| 2 de juny de 2018 | FC Barcelona (femení) | 1-0 | Atlético de Madrid (femení) | Mérida, Extremadura                                |  |
| 20:45 CEST Final  | 1-0, Mariona (122')   |     |                             | Estadio Romano Extremadura · Marta Huerta de Aza · |  |